# Alternaria hawaiiensis
Alternaria hawaiiensis är en svampart som beskrevs av E.G. Simmons 1993. Alternaria hawaiiensis ingår i släktet Alternaria och familjen Pleosporaceae.   Inga underarter finns listade i Catalogue of Life.